# Любов.com
Любов.com (англ. Love.com) — американський трилер 2002 року.

## Сюжет
Сінда служить в поліції. Її сестра Ванесса, володіє популярним сайтом для любителів мазохізму і жорстоких сексуальних ігор. Виконуючи примхи таємничих шанувальників, Ванесса щовечора йде на ризик. Загадкова загибель сестри і кадри її смерті в інтернеті змушують Сінду впровадитися в заборонений світ похмурого сайту, щоб стати своєю серед його відвідувачів і знайти вбивцю Ванесси.

## У ролях
| Актор             | Роль            |
| ----------------- | --------------- |
| Стен Абе          | агент ФБР Сато  |
| Лада Бодер        | Ольга           |
| Тодд Девіс        | агент ФБР       |
| Джордан Ліддл     | Дін Акі         |
| Джейсон Лоугрідж  | Джиммі          |
| Майкл Медсен      | Расс            |
| Едгар Аллан По IV | Елліот          |
| Селія Ксав'єр     | Ванесса / Сінда |